# قائمة مدن سويسرا
قوائم مدن سويسرا. تعدّ المدن التي هي أكثر من 10,000 نسمة لتكون المدن (بالألمانية: Städte، باللغة الفرنسية: villes، باللغة الإيطالية: città).

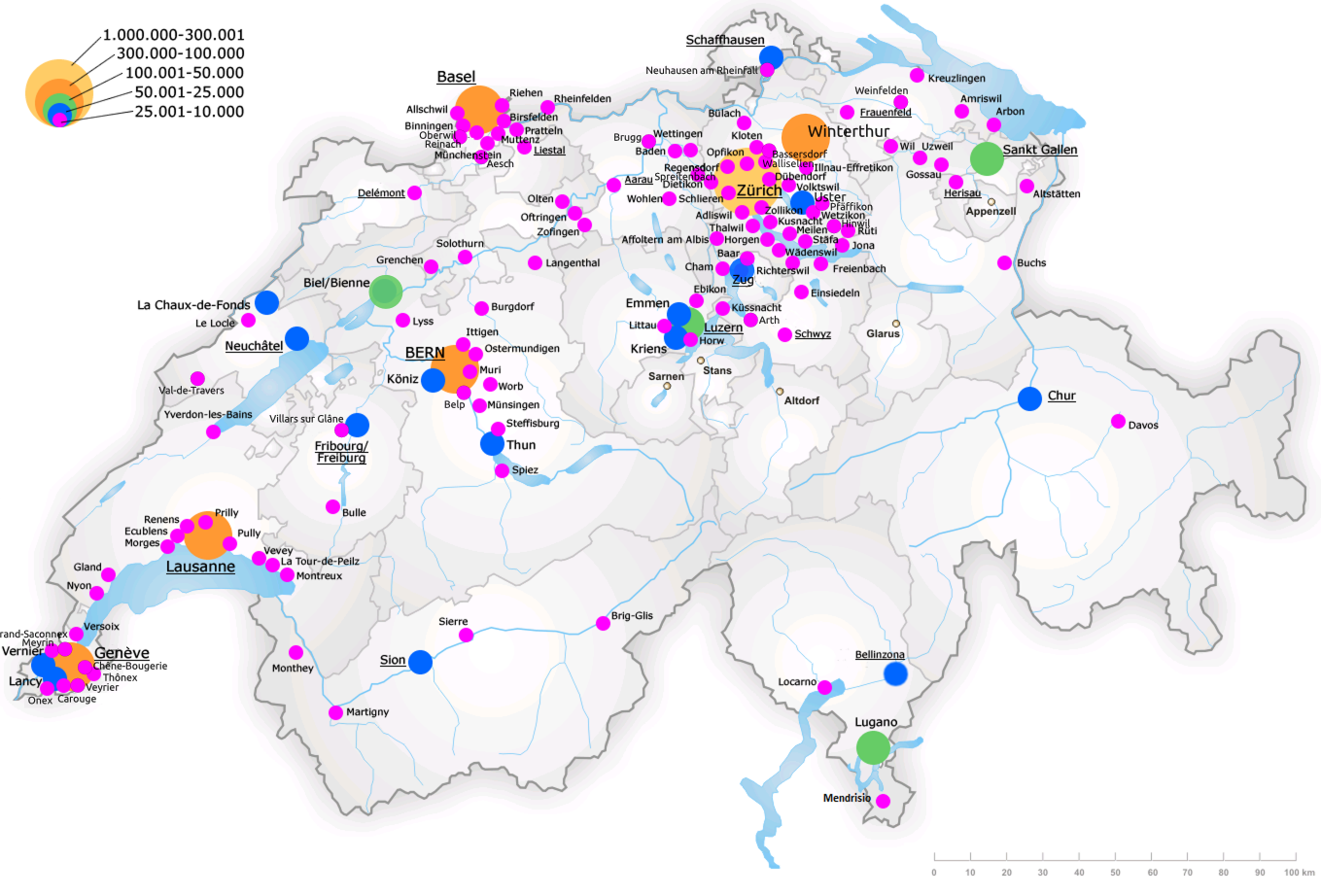
المدن مع أكثر من 10،000 نسمة

أكبر المدن في سويسرا:
1. زيورخ
2. جنيف
3. بازل
4. لوزان
5. برن
6. فينترتور
7. لوسرن
8. سانت غالن
9. لوغانو
10. بيال
11. ثون
12. كوينز
13. لا شو دو فون
14. شافهاوزن
15. فريبورغ
16. فيرناير
17. خور
18. نوشاتيل
19. أوستر
20. سيون